# Olios roeweri
Olios roeweri är en spindelart som beskrevs av Lodovico di Caporiacco 1955. Olios roeweri ingår i släktet Olios och familjen jättekrabbspindlar.
Artens utbredningsområde är Guyana. Inga underarter finns listade i Catalogue of Life.